# Concrete (Washington)
Concrete è un comune degli Stati Uniti d'America, situato nello Stato di Washington, nella Contea di Skagit.